# Cincinnobotrys
Genre
Cincinnobotrys est un genre de plantes à fleurs de la famille des Melastomataceae dont les espèces sont originaires d'Afrique.

## Liste d'espèces
Selon Catalogue of Life (27 septembre 2017) :
- Cincinnobotrys acaulis (Cogn.) Gilg
- Cincinnobotrys burttianus T. Pócs
- Cincinnobotrys felicis (A. Chev.) H. Jacques-Felix
- Cincinnobotrys letouzeyi H. Jacques-Felix
- Cincinnobotrys malayana A.J.G.H. Kostermans
- Cincinnobotrys oreophila Gilg
- Cincinnobotrys pauwelsianus Maluma & Geerinck
- Cincinnobotrys pulchella (Brenan) H. Jacques-Felix
- Cincinnobotrys ranarum T. Pócs
- Cincinnobotrys speciosa (A. & R. Fern.) H.Jacques-Felix

Selon The Plant List (27 septembre 2017) :
- Cincinnobotrys acaulis (Cogn.) Gilg
- Cincinnobotrys felicis (A. Chev.) Jacq.-Fél.
- Cincinnobotrys pulchella (Brenan) Jacq.-Fél.
- Cincinnobotrys speciosa (A. Fern. & R. Fern.) Jacq.-Fél.

Selon Tropicos (27 septembre 2017) (Attention liste brute contenant possiblement des synonymes) :
- Cincinnobotrys acaulis (Cogn.) Gilg
- Cincinnobotrys felicis (A. Chev.) Jacq.-Fél.
- Cincinnobotrys letouzeyi Jacq.-Fél.
- Cincinnobotrys oreophilus Gilg
- Cincinnobotrys pauwelsianus Maluma & Geerinck
- Cincinnobotrys pulchellus (Brenan) Jacq.-Fél.
- Cincinnobotrys ranarum Pócs
- Cincinnobotrys speciosus (A. Fern. & R. Fern.) Jacq.-Fél.